# East Prospect (Pensilvania)
East Prospect es un borough ubicado en el condado de York en el estado estadounidense de Pensilvania. En el año 2000 tenía una población de 678 habitantes y una densidad poblacional de 740.7 personas por km².

## Geografía
East Prospect se encuentra ubicado en las coordenadas 39°58′17″N 76°31′14″O / 39.97139, -76.52056.

## Demografía
Según la Oficina del Censo en 2000 los ingresos medios por hogar en la localidad eran de $41,250 y los ingresos medios por familia eran $48,051. Los hombres tenían unos ingresos medios de $32,734 frente a los $23,036 para las mujeres. La renta per cápita para la localidad era de $16,787. Alrededor del 4.9% de la población estaba por debajo del umbral de pobreza.